# Olympische Sommerspiele 2016/Radsport – Teamsprint Bahn (Frauen)
Der Bahnrad-Teamsprint der Frauen bei den Olympischen Spielen 2016 in Rio de Janeiro fand am 12. August 2016 statt.
Olympiasieger wurde das Duo Gong Jinjie / Zhong Tianshi aus China. Silber ging an die Russinnen Darja Schmeljowa und Anastassija Woinowa. Bronze erhielt Kristina Vogel mit ihrer Partnerin Miriam Welte aus Deutschland.
Für China war es die erste jemals errungene Goldmedaille bei einem olympischen Radsportwettbewerb.

## Ergebnisse

### Qualifikation
Die acht schnellsten Paare qualifizierten sich für die erste Runde.
| Rang | Nation      | Athletinnen                          | Zeit (s) | Anmerkungen |
| ---- | ----------- | ------------------------------------ | -------- | ----------- |
| 1    | China       | Gong Jinjie Zhong Tianshi            | 32,305   | Q, OR       |
| 2    | Russland    | Darja Schmeljowa Anastassija Woinowa | 32,655   | Q           |
| 3    | Deutschland | Kristina Vogel Miriam Welte          | 32,673   | Q           |
| 4    | Australien  | Anna Meares Stephanie Morton         | 32,881   | Q           |
| 5    | Niederlande | Laurine van Riessen Elis Ligtlee     | 33,189   | Q           |
| 6    | Frankreich  | Sandie Clair Virginie Cueff          | 33,625   | Q           |
| 7    | Kanada      | Kate O’Brien Monique Sullivan        | 33,735   | Q           |
| 8    | Spanien     | Tania Calvo Helena Casas             | 33,891   | Q           |
| 9    | Neuseeland  | Natasha Hansen Olivia Podmore        | 34,346   |             |

- Q = Qualifiziert für die erste Runde

### Erste Runde
Die Duelle setzten sich aus der Qualifikation wie folgt zusammen:
- Lauf 1: 4. gegen 5.
- Lauf 2: 3. gegen 6.
- Lauf 3: 2. gegen 7.
- Lauf 4: 1. gegen 8.

Die die zwei schnellsten Gewinnerpaare qualifizierten sich für das Rennen um Gold. Die anderen beiden für das Rennen um Bronze.
| Rang | Lauf | Nation      | Athletinnen                          | Zeit (s) | Anmerkungen |
| ---- | ---- | ----------- | ------------------------------------ | -------- | ----------- |
| 1    | 4    | China       | Gong Jinjie Zhong Tianshi            | 31,928   | QG, WR      |
| 2    | 3    | Russland    | Darja Schmeljowa Anastassija Woinowa | 32,324   | QG          |
| 3    | 1    | Australien  | Anna Meares Stephanie Morton         | 32,636   | QB          |
| 4    | 2    | Deutschland | Kristina Vogel Miriam Welte          | 32,806   | QB          |
| 5    | 1    | Niederlande | Laurine van Riessen Elis Ligtlee     | 32,792   |             |
| 6    | 2    | Frankreich  | Sandie Clair Virginie Cueff          | 33,517   |             |
| 7    | 4    | Spanien     | Tania Calvo Helena Casas             | 33,531   |             |
| 8    | 3    | Kanada      | Kate O’Brien Monique Sullivan        | 33,684   |             |

- QG = Qualifiziert für das Rennen um Gold
- QB = Qualifiziert für das Rennen um Bronze

### Finale
| Rang             | Nation      | Athletinnen                          | Zeit (s) | Anmerkungen |
| ---------------- | ----------- | ------------------------------------ | -------- | ----------- |
| Rennen um Bronze |             |                                      |          |             |
| 3                | Deutschland | Kristina Vogel Miriam Welte          | 32,636   |             |
| 4                | Australien  | Anna Meares Stephanie Morton         | 32,658   |             |
| Rennen um Gold   |             |                                      |          |             |
| 1                | China       | Gong Jinjie Zhong Tianshi            | 32,107   |             |
| 2                | Russland    | Darja Schmeljowa Anastassija Woinowa | 32,401   |             |